# Залізниця Есватіні
Залізни́ця Есватіні (англ. Eswatini Railways) — офіційна корпорація з управління залізничною галуззю Есватініу. Загальна довжина залізниць — 301 км.
Як і в сусідніх країнах, в Свазіленді використовується Капська колія 1067 мм ширини. Компанія надає послуги лише для перевезення вантажів, але Південно-Африканська залізниця використовує залізницю Есватіні для транзитних пасажирських перевозень. В той же час компанія використовує залізниці сусідніх країн для виходу до моря.
Стара східно-західна лінія називається Гоба. Вона з'єднує містечко Сід (поряд зі столицею країни Мбабане) та кордон з Мозамбіком. Ця лінія дозволяє відправляти вантажі до портів міст Матала та Мапуту сусідного Мозамбіку. До недавнього часу саме цією лінією відправлялося більшість вантажів, але після Громадянської війни в Мозамбіку більшість вантажів почали переправляти через залізниці ПАР.
1986 року було завершено будівництво північно-південної лінії, яка з'єднала дві частини ПАР: місто Коматіпурт, в провінції Мпумаланга та Південноафриканські порти Річардс Бей та Дурбан. Ця лінія проходить в тому числі по території Есватіні.